# جنگل‌های مخلوط حوضه پو
جنگل‌های مخلوط پو باسین (به ایتالیایی: Foreste miste del bacino del Po) یک منطقهٔ مسکونی و جنگل در ایتالیا است.